# Germania de Vest

Zonele de ocupație ale Germaniei după cel de-al Doilea Război Mondial. Zonele în verde, albastru și portocaliu reprezintă zonele aliate de ocupație, care au constituit RFG-ul de mai târziu, în roșu zona de ocupație sovietică, care a alcătuit RDG-ul ulterior, iar în bej, zonele definitiv pierdute și înglobate în Polonia (la vest și est) și URSS (la est).

Germania de Vest sau Germania Occidentală (în germană Westdeutschland) sau Republica Federală Germania (RFG, în germană Bundesrepublik Deutschland, BRD) a fost numele zonelor de ocupație britanică, americană și franceză din Germania de după cel de-Al Doilea Război Mondial și posterior retragerii acestora, până în momentul reunificării Germaniei de la 3 octombrie 1990.
În această perioadă a existat și un al doilea stat german, nerecunoscut drept stat de către Republica Federală Germania, anume Republica Democrată Germană, stat numit prin contrast, tot neoficial, Germania de Est (Răsăriteană) (Ostdeutschland). Această împărțire a fost unul dintre rezultatele înfrângerii Germaniei în Al Doilea Război Mondial și declanșării Războiului Rece. La 3 octombrie 1990, scurt după reînființarea landurilor est-germane, acestea au aderat la RFG-ul de până atunci, iar RDG-ul a încetat să mai existe. Din momentul acestei reunificări, Republica Federală Germania — care este în continuare numele oficial al țării acum reunite - mai poartă, tot oficial, și numele simplu de Germania. Tot de la reunificare încoace, prescurtarea "RFG" (în germană: BRD) nu mai este oficială.
Germania Occidentală și-a proclamat deplina suveranitate la 5 mai 1955, deși trupele americane, britanice și franceze au staționat în țară tot atâta cât au staționat și trupele sovietice pe teritoriul RDG-ului. Până cu puțin timp înaintea reunificării, cele patru puteri învingătoare nu au recunoscut suveranitatea deplină a Republicii Federale Germania.
Capitala Germaniei de Vest a fost orașul Bonn. Germanii numesc uneori vechea Germanie Occidentală die Bonner Republik — Republica de la (cu capitala la) Bonn. Prin contrast, actuala Germanie reunificată este numită și die Berliner Republik.

## Istoric
După încheierea celui de-Al Doilea Război Mondial, liderii puterilor învingătoare Statele Unite, Regatul Unit și Uniunea Sovietică au organizat întâlnirea de la Potsdam. Discuțiile s-au concentrat asupra aranjamentelor postbelice în Europa și asupra direcțiilor de urmat în războiul din Pacific împotriva Japoniei. Cei trei mari au căzut de acord cu împărțirea Germaniei în patru zone de ocupație – franceză în sud-vest, britanică în nord-vest, americană în sud și sovietică în răsărit. La început, zonele americană și britanică au fost combinate într-o entitate nouă – Bizona – pentru ca numai după câteva luni să i se alăture și zona franceză pentru a forma Trizona. În 1949, odată cu declanșarea războiului rece, cele două zone ale Germaniei (Trizona și zona sovietică) au devenit cunoscute ca Germania de Vest și Germania Răsăriteană (de Est).
Mai înainte de deceniul al optulea al secolului trecut, poziția oficială a Germaniei Occidentale în ceea ce privește Germania Răsăriteană era cea stabilită de doctrina Hallstein, conform căreia guvernul vest-german era singurul ales în mod democratic și de aceea singurul reprezentant legitim al întregului popor german, și orice țară (cu excepția URSS-ului) care recunoștea existența RDG-ului nu putea în același timp să aibă relații diplomatice și cu Germania de Vest. La începutul deceniului al optulea, politica cu privire la RDG a lui Willy Brandt (Ostpolitik) a dus la o formă de recunoaștere mutuală între cele două state germane. Tratatul de Moscova din august 1970, Tratatul de la Varșovia din decembrie 1970, Convenția asupra Berlinului a celor patru puteri din septembrie 1971, Convenția de tranzit din mai 1972 și Tratatul de bază din decembrie 1972 au ajutat la normalizarea relațiilor dintre cele două Germanii și au permis ambelor state să fie primite în rândul statelor membre ale ONU. Cele două state germane au intrat într-o uniune monetară și vamală în iulie 1990, iar la 3 octombrie 1990 Germania Răsăriteană a încetat să mai existe, fostul ei teritoriu alipindu-se la Republica Federală Germania, ceea ce a pus astfel capăt divizării politice a țării.